# Wettingen
Wettingen est une commune suisse du canton d'Argovie, située dans le district de Baden.

## Géographie

Photo aérienne (1958).

Wettingen est la plus grande commune du canton. Elle se trouve sur la rive droite de la rivière Limmat, au pied du Lägern, à 22 kilomètres au nord-ouest de Zurich, dans le canton d'Argovie.

## Culture et patrimoine

### Héraldique
| Blason | Blasonnement : Coupé de gueules à l'étoile d'or et d'argent aux trois fasces ondées d'azur. |

### Monuments et curiosités
- La commune compte sur son territoire l'ancien couvent de Wettingen[4], classé comme bien culturel d'importance nationale[5], et dont les bâtiments sont utilisés depuis 1970 par l'école publique. Ce couvent cistercien a été fondé en 1227, puis supprimé en 1841 durant le Kulturkampf[6].
- L'église conventuelle était à l'origine une basilique. Elle consiste en un bâtiment à trois nefs de style gothique primitif accompagné d'un transept et d'un chœur rectangulaire. La décoration est l'œuvre de maîtres sud-allemands de l'époque rococo vers 1750. Les stalles avec sculptures sur bois datent de la Renaissance tardive et sont attribuées au maître Hans Jakob[7]. Le cloître, qui fait partie des bâtiments conventuels, a été remanié en style gothique tardif et présente un riche ensemble de vitraux qui s'étalent du roman tardif au baroque. L'habitation de l'abbé est somptueusement décorée dans le style de la Renaissance tardive[6].
- Le Pont couvert de Wettingen-Neuenhof est un pont en bois dont la construction remonte à 1818.